# Inre resistans

Ekvivalent schema av en spänningskälla med inre resistans

Inre resistans eller utgångsimpedans används för att beskriva ström-spänningskarakteristiken av en spänningskälla, till exempel ett batteri, ett spänningsaggregat eller en förstärkare. Den inre resistansen gör t.ex. att man, om man ansluter en glödlampa till batteriet, inte får ut hela tomgångsspänningen från batteriet i lampan. Spänningen kommer nämligen att spänningsdelas mellan lampans resistans och batteriets inre resistans. Om t.ex. lampan har resistansen 90 ohm, batteriets inre resistans är 10 ohm och spänningen är 10 volt kommer spänningen över lampan att bli 9 volt. Mellan polerna i schemat till höger mäts batteriets s.k. polspänning. Vid inget strömuttag sammanfaller således polspänning och tomgångsspänning.
Vill man uppnå hög verkningsgrad ska den inre resistansen vara så låg som möjligt. Det maximala effektuttaget i belastningen uppnås när belastningens resistans och spänningskällans inre resistans är lika stora. Då är däremot verkningsgraden endast 50%. Nackdelen med detta är oftast en kraftig uppvärmning av spänningskällan.
En ideal spänningskälla har definitionsmässigt ingen inre resistans, ty hade den det skulle den räknas till serieresistansen och den ideala spänningskällan har återigen ingen egen inre resistans.